# Écotay-l'Olme
Écotay-l'Olme est une commune française située dans le département de la Loire en région Auvergne-Rhône-Alpes, et faisant partie de Loire Forez Agglomération.

## Géographie
Situé dans le département de la Loire dans la région Auvergne-Rhône-Alpes, Écotay-l'Olme fait partie de l'aire urbaine de Montbrison. La commune est distante de 2 km de sa sous-préfecture et 44 km de sa préfecture, Saint-Étienne.
| Bard                     | Bard, Montbrison | Montbrison            |
| Bard, Verrières-en-Forez | Écotay-l'Olme    | Montbrison            |
| Verrières-en-Forez       | Lézigneux        | Lézigneux, Montbrison |

### Climat
Pour des articles plus généraux, voir Climat d'Auvergne-Rhône-Alpes et Climat de la Loire.
En 2010, le climat de la commune est de type climat des marges montargnardes, selon une étude du Centre national de la recherche scientifique s'appuyant sur une série de données couvrant la période 1971-2000. En 2020, Météo-France publie une typologie des climats de la France métropolitaine dans laquelle la commune est exposée à un climat de montagne ou de marges de montagne et est dans la région climatique Nord-est du Massif Central, caractérisée par une pluviométrie annuelle de 800 à 1 200 mm, bien répartie dans l’année.
Pour la période 1971-2000, la température annuelle moyenne est de 10,2 °C, avec une amplitude thermique annuelle de 16,6 °C. Le cumul annuel moyen de précipitations est de 844 mm, avec 9,7 jours de précipitations en janvier et 7,3 jours en juillet. Pour la période 1991-2020, la température moyenne annuelle observée sur la station météorologique de Météo-France la plus proche, « Savigneux », sur la commune de Savigneux à 3 km à vol d'oiseau, est de 11,0 °C et le cumul annuel moyen de précipitations est de 665,4 mm,. Pour l'avenir, les paramètres climatiques de la commune estimés pour 2050 selon différents scénarios d'émission de gaz à effet de serre sont consultables sur un site dédié publié par Météo-France en novembre 2022.

## Urbanisme

### Typologie
Au 1er janvier 2024, Écotay-l'Olme est catégorisée ceinture urbaine, selon la nouvelle grille communale de densité à sept niveaux définie par l'Insee en 2022.
Elle appartient à l'unité urbaine de Montbrison, une agglomération intra-départementale regroupant six  communes, dont elle est une commune de la banlieue,,. Par ailleurs la commune fait partie de l'aire d'attraction de Montbrison, dont elle est une commune de la couronne,. Cette aire, qui regroupe 27 communes, est catégorisée dans les aires de moins de 50 000 habitants,.

### Occupation des sols
L'occupation des sols de la commune, telle qu'elle ressort de la base de données européenne d’occupation biophysique des sols Corine Land Cover (CLC), est marquée par l'importance des territoires agricoles (47,2 % en 2018), en augmentation par rapport à 1990 (41,7 %). La répartition détaillée en 2018 est la suivante : 
forêts (41,9 %), zones agricoles hétérogènes (34,8 %), prairies (12,4 %), zones urbanisées (10,9 %). L'évolution de l’occupation des sols de la commune et de ses infrastructures peut être observée sur les différentes représentations cartographiques du territoire : la carte de Cassini (XVIIIe siècle), la carte d'état-major (1820-1866) et les cartes ou photos aériennes de l'IGN pour la période actuelle (1950 à aujourd'hui).

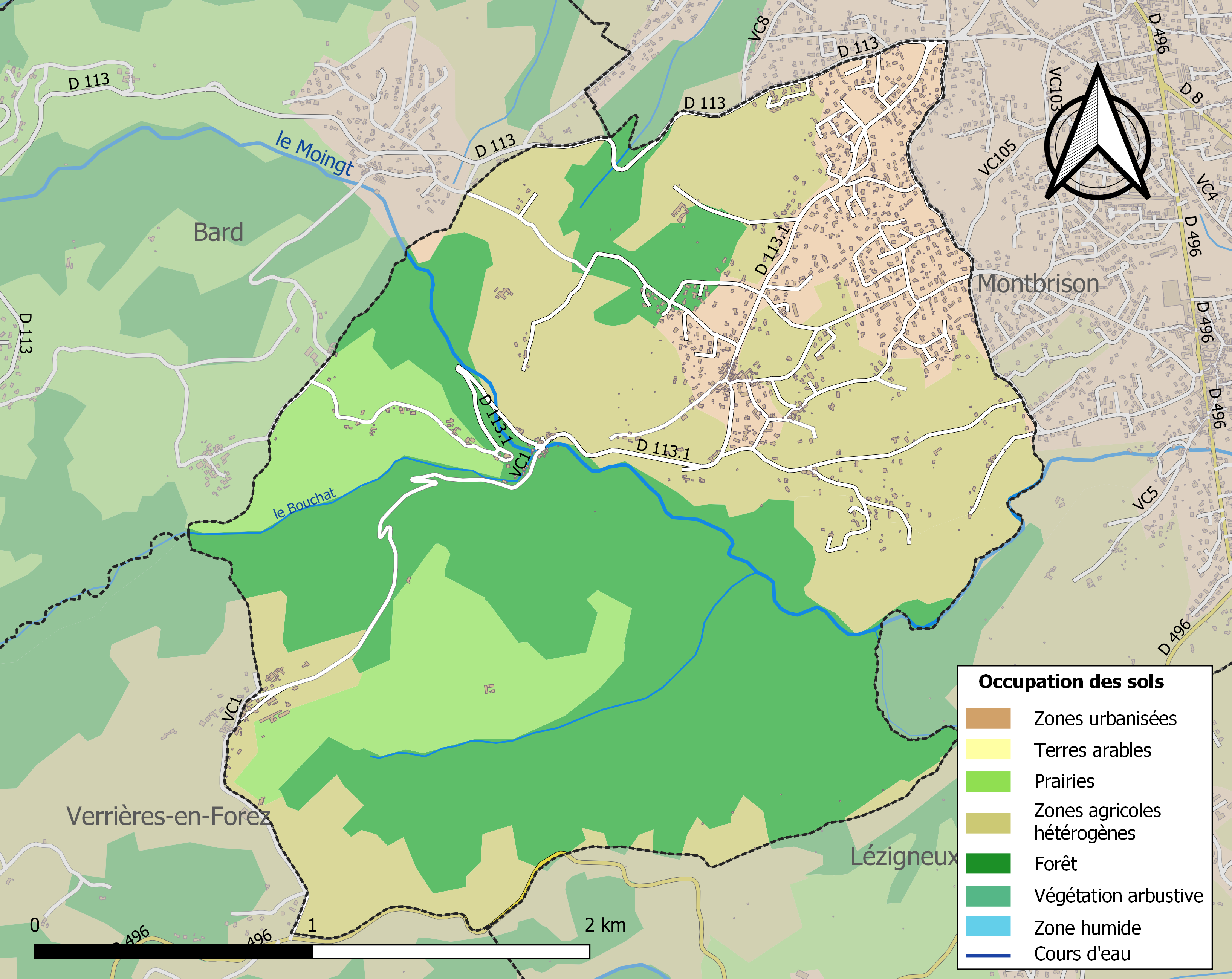
Carte des infrastructures et de l'occupation des sols de la commune en 2018 (CLC).

## Histoire
En haut d'un éperon rocheux situé au confluent de deux rivières, le Cotayet et la Chavaran, se trouve le village pittoresque de Vieil Écotay. 

Ce site était le siège d'une des quatre baronnies du Forez,. La légende dit qu'un de ses premiers seigneurs serait un Écossais : il aurait donné son nom au site, d'abord écrit Escotay puis Écotay. En fait, le château a d'abord appartenu aux comtes de Forez. Le site comprenait le château des barons d'Écotay et une église. En 1217, a lieu la consécration de l'église Saint-Étienne.
On note l'existence d'une famille dite d'Écotay, par exemple un Bertrandus d'Escotay entre 1203 et 1215. Comme l'a montré l'historien Edouard Perroy, cette famille n'exerce pas la seigneurie, qui est au comte : elle appartient seulement à l'entourage castral, à la familia du château. Perroy distingue trois branches : les Ecotay de Cairiseu (Quérézieux, à Ecotay), les Ecotay de St-Just, et les Ecotay de Beauvoir.
La seigneurie et le château d'Écotay passent au XIVe siècle à la famille de Lavieu-Feugerolles : en 1324, Hugues II de Lavieu-Feugerolles échange avec le comte Jean ses seigneuries de Pizay et Vaudragon contre Écotay, qui était alors, comme on vient de le voir, dans le domaine direct de la famille comtale et plus précisément dans l'apanage constitué par le comte Jean en faveur de son fils cadet, Renaud de Forez, époux de Marguerite de Savoie-Achaïe.
À la mort vers 1478 de Jean de Lavieu, baron d'Écotay, sans héritier direct, la seigneurie revint par mariage à la famille de Talaru-Chalmazel. Les seigneurs suivants ont été les de La Roue (car Claudine de Talaru-Chalmazel épouse vers 1650 sans postérité Gaspard d'Hérail de Pierrefort de La Roue, puis son frère Balthazar d'Hérail) ; puis les de Rivarol (car leur fille Marthe d'Hérail de Pierrefort († 1717), baronne d'Ecotay, dernière héritière des Pierrefort (Voir à cet article), épouse en 1669 Joseph-Hyacinthe de Saint-Martin d'Aglié, marquis de Rivarol (1650-1704), issu d'une famille italienne au service du Piémont-Sardaigne et de la France).
Les Rivarol sont barons d'Écotay jusqu'à la Révolution : plus précisément, en 1789, c'est le neveu héritier de Charles-Emmanuel de St-Martin d'Aglié de Rivarol, le marquis de Gallez, capitaine de dragons au service du roi de Sardaigne, qui est le dernier seigneur d'Écotay.
La terre d'Écotay est décrétée Bien national en 1789, mais les château et domaine sont restitués à Charles-Emmanuel comme sujet sarde (savoyard). Des ventes font alors passer Écotay aux De Meaux. Ainsi, tout au long du XIXe siècle et jusqu'en 1981, les propriétaires de la terre d'Écotay par acquisition, sont les vicomtes de Meaux (famille forézienne ; cf. Camille), mais le centre du domaine a été transféré au XVIIIe siècle au château de Quérézieux.
En 1789, Écotay est dit village annexe de la paroisse de Bard.

## Politique et administration
Le maire sortant ne s'est pas représenté aux élections municipales de 2014 avec un taux de participation de 69,74 %. 15 sièges sont pourvus mais seul le maire, Pierre Bayle, représente la commune au conseil communautaire.
| Période                                  | Période   | Identité       | Étiquette | Qualité |
| ---------------------------------------- | --------- | -------------- | --------- | ------- |
| Les données manquantes sont à compléter. |           |                |           |         |
| mars 2001                                | mars 2014 | Michel Drutel  |           |         |
| mars 2014                                | mai 2020  | Pierre Bayle   |           |         |
| mai 2020                                 | En cours  | Carine Gandrey |           |         |

Écotay-l'Olme faisait partie de la communauté d'agglomération de Loire Forez de 2003 à 2016 puis a intégré Loire Forez Agglomération.

## Démographie
L'évolution du nombre d'habitants est connue à travers les recensements de la population effectués dans la commune depuis 1793. Pour les communes de moins de 10 000 habitants, une enquête de recensement portant sur toute la population est réalisée tous les cinq ans, les populations de référence des années intermédiaires étant quant à elles estimées par interpolation ou extrapolation. Pour la commune, le premier recensement exhaustif entrant dans le cadre du nouveau dispositif a été réalisé en 2007.

En 2022, la commune comptait 1 299 habitants, en évolution de +6,21 % par rapport à 2016 (Loire : +1,32 %, France hors Mayotte : +2,11 %).
| 1793 | 1800 | 1806 | 1821 | 1831 | 1836 | 1841 | 1846 | 1851 |
| ---- | ---- | ---- | ---- | ---- | ---- | ---- | ---- | ---- |
| 225  | 254  | 252  | 392  | 392  | 404  | 437  | 496  | 468  |

| 1856 | 1861 | 1866 | 1872 | 1876 | 1881 | 1886 | 1891 | 1896 |
| ---- | ---- | ---- | ---- | ---- | ---- | ---- | ---- | ---- |
| 456  | 474  | 456  | 419  | 448  | 488  | 507  | 481  | 466  |

| 1901 | 1906 | 1911 | 1921 | 1926 | 1931 | 1936 | 1946 | 1954 |
| ---- | ---- | ---- | ---- | ---- | ---- | ---- | ---- | ---- |
| 420  | 419  | 389  | 356  | 332  | 308  | 302  | 258  | 284  |

| 1962 | 1968 | 1975 | 1982 | 1990  | 1999  | 2006  | 2007  | 2012  |
| ---- | ---- | ---- | ---- | ----- | ----- | ----- | ----- | ----- |
| 285  | 339  | 598  | 853  | 1 001 | 1 111 | 1 115 | 1 116 | 1 190 |

| 2017  | 2022  | - | - | - | - | - | - | - |
| ----- | ----- | - | - | - | - | - | - | - |
| 1 212 | 1 299 | - | - | - | - | - | - | - |

## Culture locale et patrimoine

### Lieux et monuments

#### Donjon
Il subsiste les vestiges du donjon du château dont la construction a été entreprise dès le XIe siècle. Le château appartenait aux comtes de Forez. La famille Chauderaon d'Écotay était proche des comtes de Forez. Les derniers propriétaires du donjon, la famille de Meaux, en a fait don à la commune en 1982.

#### ÉgliseSaint-Étienned'Écotay-l'Olme
Une chapelle existait dans l'enceinte du château. Probablement trop petite, les barons d'Écotay décidèrent d'en reconstruire une plus grande à l'extérieur. Elle était dédiée à saint Étienne et a été consacrée en 1217 par l'archevêque d'Embrun, Bernard Ier Chabert. Avant la Révolution, la paroisse d'Écotay avait été déplacée à l'église de Bard.
En 1841, une paroisse est rétablie à Écotay. Le nouveau curé, Jean-Marie Georges Rival (1809-1879) décide d'agrandir l'église d'Écotay en lui ajoutant un transept et un chœur à l'ouest. Le chœur est couvert d'une coupole octogonale sous un haut clocher crénelé. En 1845, le cardinal Bonald, archevêque de Lyon, vient visiter le chantier. En 1856, l'église est pratiquement terminée grâce à un don de l'impératrice Eugénie. Le portail a été fait suivant les plans de Lassus. Mais pour assurer la stabilité de la voûte de la chapelle, il faut la buter. Pour ce faire, l'architecte du département Favrot construisit en 1860 un porche devant le portail.
Elle est inscrite à l'inventaire des monuments historiques depuis 1949.

#### Château de Quérézieux
Il est partiellement inscrit à l'inventaire des monuments historiques depuis 1990.

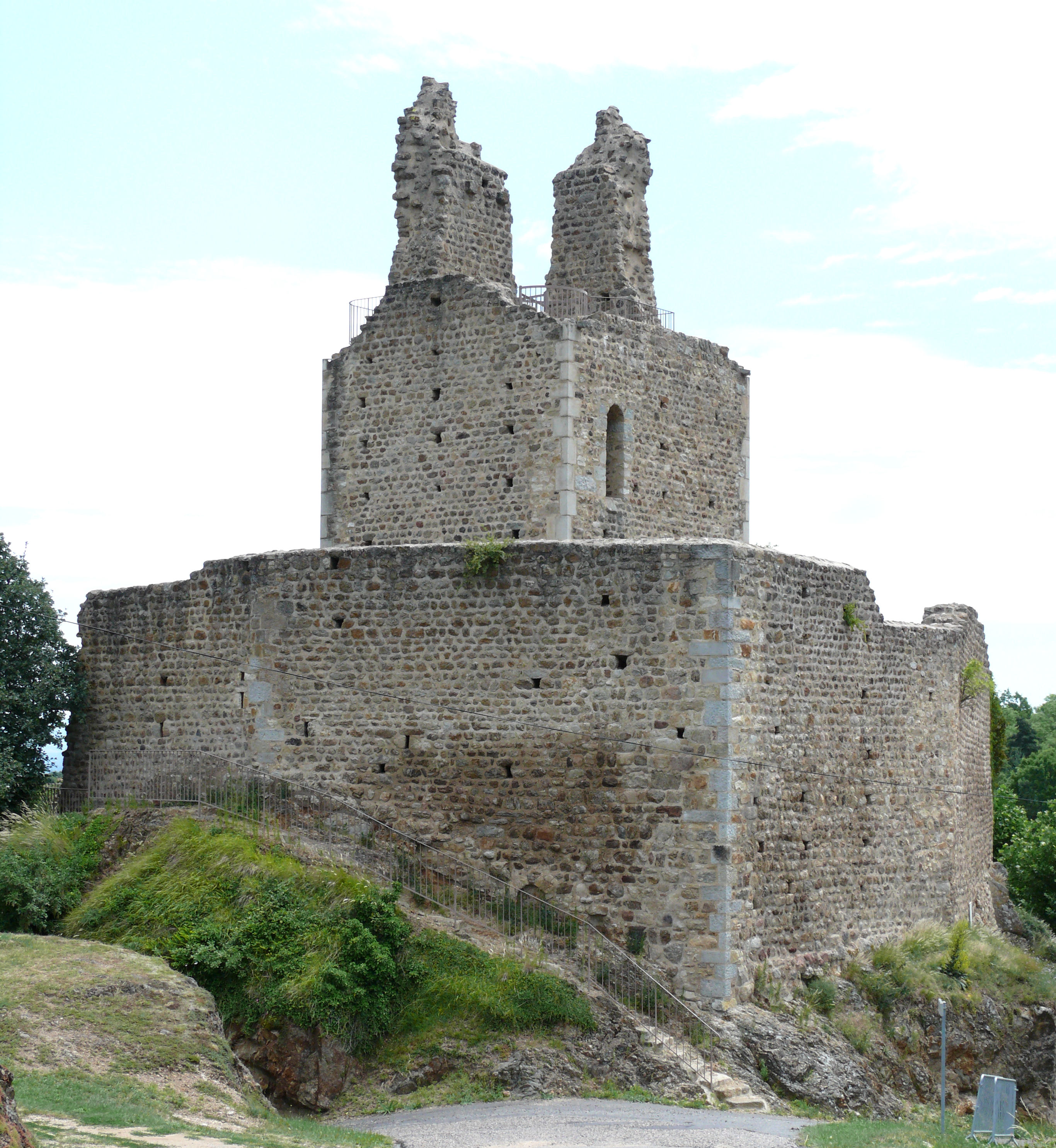
Le donjon d'Écotay.
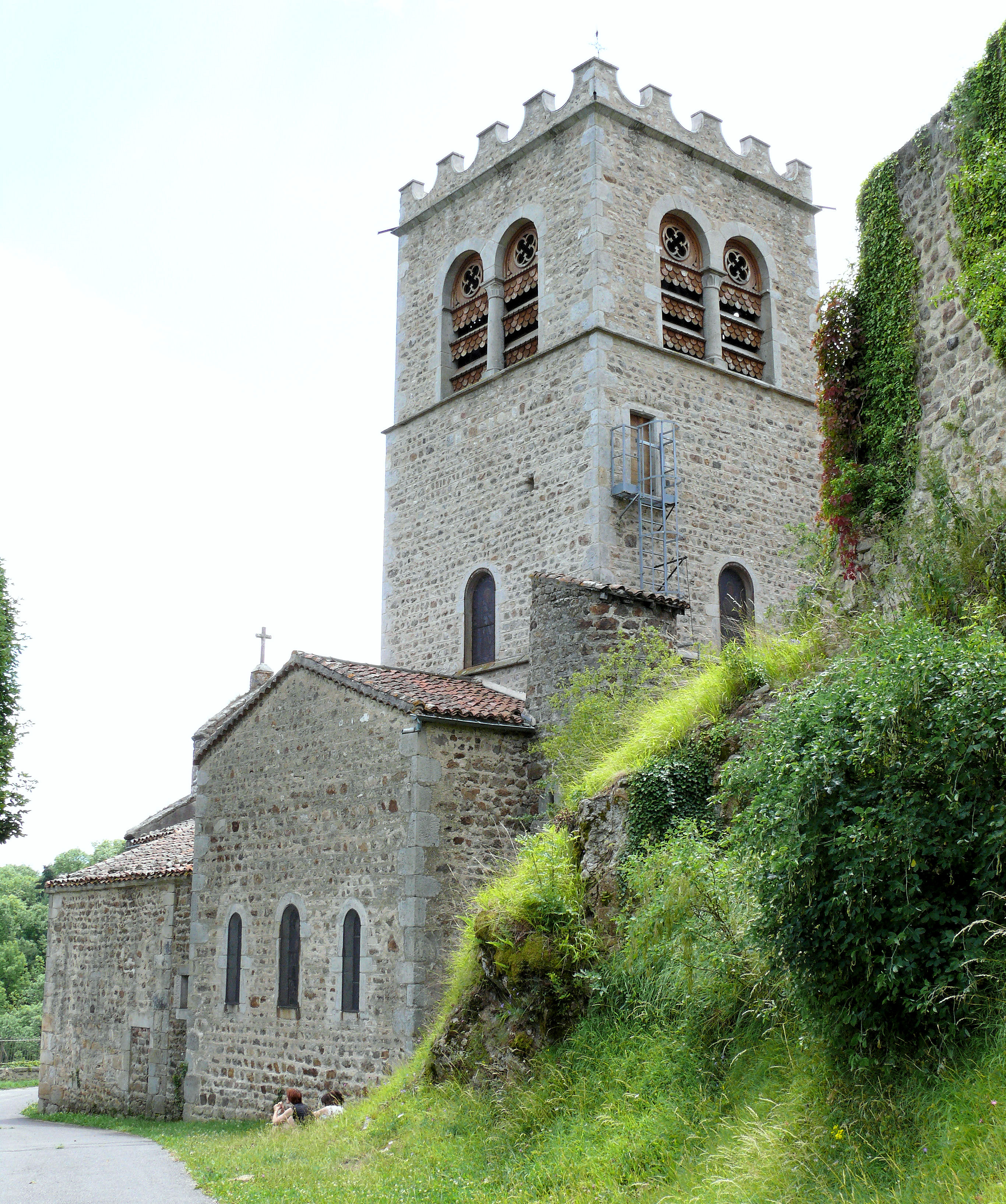
L'église au pied du château.
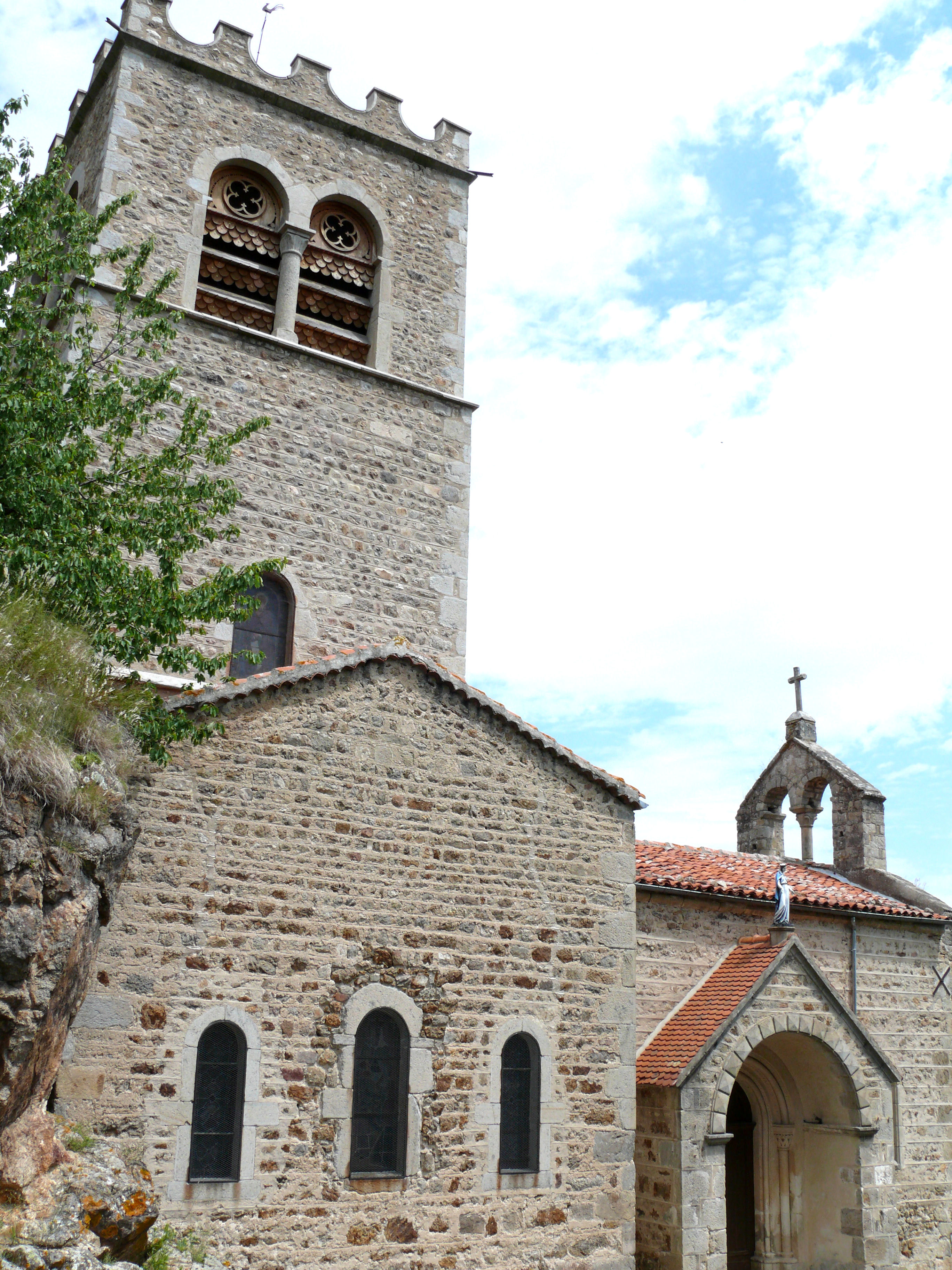
L'église et son porche.

### Personnalités liées à la commune
- Alfred de Meaux (1830-1907), député et sénateur de la Loire, ministre du commerce et de l'agriculture, est mort au château d'Écotay-l'Olme.
- Le groupe de rock Mickey 3D a débuté dans l'ancienne école d'Écotay-l'Olme reconvertie en salle de répétition, avec l'accord de la mairie[27].
- Yannick Rolland, Gagnant du championnat 2011 de karting dans la catégorie 125 cm3 à Los Angeles, et 2019 le championnat X30 Senior de Miami aux États-Unis[réf. nécessaire][28].
- Benjamin Roffet, sommelier qui a grandi à Écotay-l'Olme.

### Héraldique
| Blason de Écotay-l'Olme | Blason  | De gueules au dauphin d'or entortillé sur une croix latine du même; chaperonné crénelé à plomb d'argent.; à la bordure d'azur chargée de onze grains de blé d'or ordonnés 5, 2, 2 et 2 et d'une jumelle ondée d'argent en pointe. |
| Blason de Écotay-l'Olme | Détails | Le statut officiel du blason reste à déterminer. |
| Blason de Écotay-l'Olme | Alias   | Parti:au 1er de sable semé d’étoiles d’or, au lion du même brochant sur le tout, au 2e de gueules au chef de vair de deux tires.                                                                                                  |